# إيفان أنتونوف
إيفان أنتونوف (بالبلغارية: Иван Антонов)‏ هو ثوري بلغاري، ولد في 1882 في بيتريتش في بلغاريا، وتوفي في 31 أكتوبر 1928 في Lukovit ‏ في بلغاريا.